# Cytidintrifosfát
Cytidintrifosfát (CTP) je (ribo)nukleotid složený z cukru ribózy, nukleové báze cytosinu a tří fosfátových skupin. Obsahuje dvě makroergické vazby, podobně jako adenosintrifosfát (ATP), ale jeho funkce je ve srovnání s ATP omezená.
CTP je jeden ze čtyř základních nukleotidů ribonukleových kyselin. Je to nukleotid, který je základní stavební částicí ribonukleové kyseliny (RNA).
Ekvivalentem tohoto nukleotidu je v DNA deoxyribonukleotid dCTP. Dalšími ribonukleosidtrifosfáty jsou adenosintrifosfát (ATP), guanosintrifosfát (GTP) a uridintrifosfát (UTP).

## Reakce
- CTP vzniká mimo jiné pomocí CTP syntázy.
- CTP je vysokoenergetická molekula podobná ATP, ale její role jako energetické sloučeniny je omezena na mnohem méně metabolických reakcí.

## Funkce
- CTP je především jedním ze čtyř základních substrátů pro syntézu ribonukleové kyseliny (RNA) v procesu transkripce, protože je v RNA tento nukleotid obsažen. RNA je nukleová kyselina tvořená vláknem nukleotidů, které obsahují cukr ribózu, fosfátové skupiny a nukleové báze adenin, guanin, cytosin a uracil. RNA je zodpovědná za přenos informace z úrovně nukleových kyselin do proteinů a u některých virů je dokonce samotnou nositelkou genetické informace.
- CTP je koenzym v metabolických reakcích, jako je syntéza glycerofosfolipidů, kde se používá pro aktivaci a přenos diacylglycerolu a lipidových hlavových skupin, také k glykosylaci bílkovin.
- CTP působí jako inhibitor enzymu aspartátu karbamoyltransferázy, který se používá při biosyntéze pyrimidinu.
- CTP může vázat fosfocholin a poté jej přenést na jinou molekulu, jako je například diglycerid. Proto CTP nebo CDP-cholin (cytidin tri/difosfát cholin) hrají důležitou roli v syntéze fosfolipidů.